# Borner Straße 1

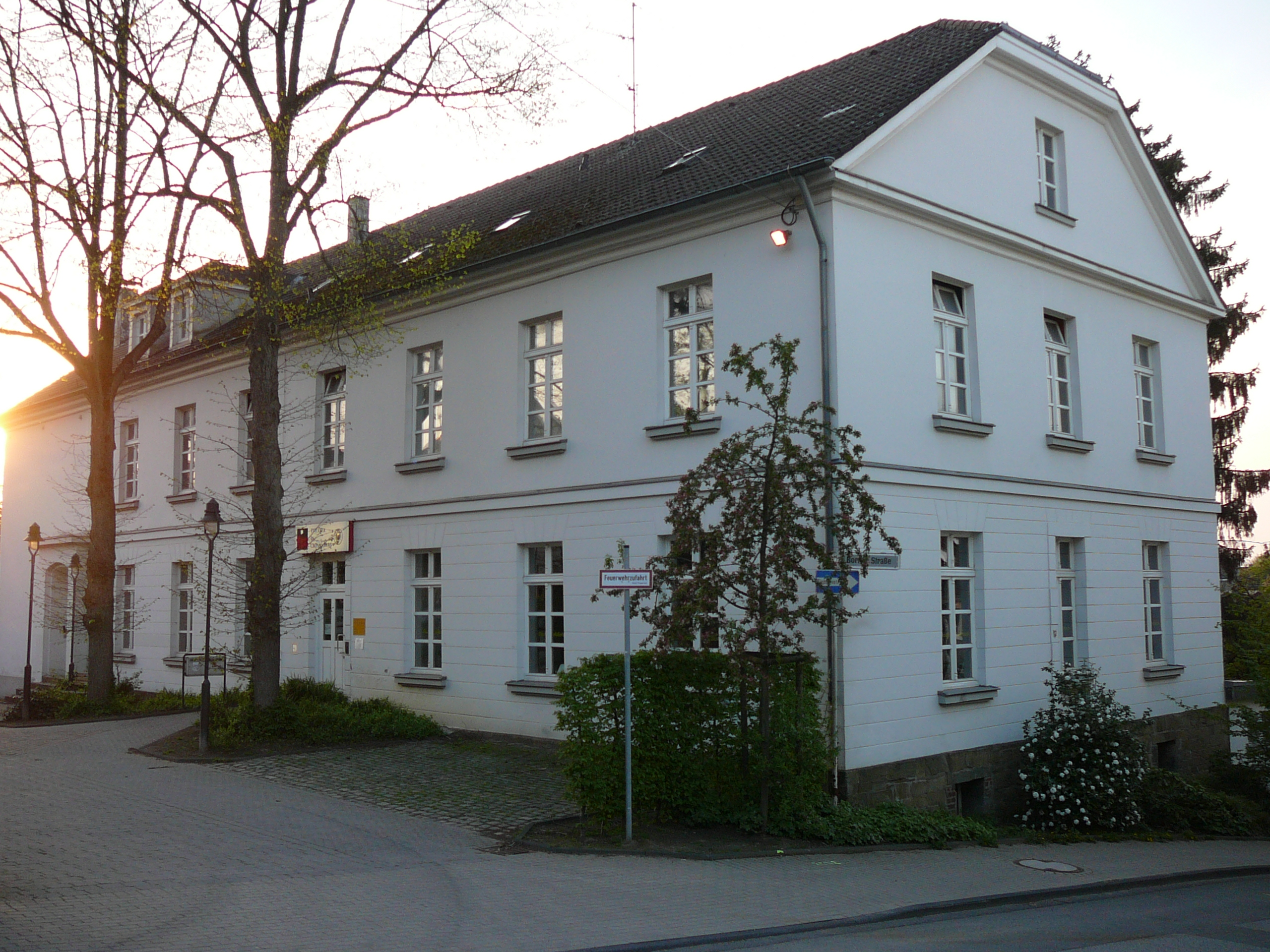
Borner Straße 1 (2008)

Das Objekt Borner Straße 1 (teils auch Borner Schule genannt) ist ein ehemaliges Schulgebäude im Ortskern des Wuppertaler Stadtteils Cronenberg.

## Baubeschreibung
Das zweigeschossige Gebäude ist mit einer schlichten gegliederten Putzfassade versehen. Die Traufseite nach Süden ist siebenachsig und die Giebelseite nach Osten ist dreiachsig ausgeführt.
Auf dem Schopfwalmdach sind auf der südlichen Seite zwei Dachgauben.

## Geschichte
Der Bau des Schulgebäudes wurde in der damals selbstständigen Gemeinde Cronenberg 1830 nördlich hinter der reformierten Dorfkirche begonnen. Die Schule wurde am 25. Mai 1831 eingeweiht, die Baukosten betrugen 7698 Taler.
Im Dezember 1984 gründete sich der Verein „Borner Schule-Kulturzentrum Cronenberg“, um das ehemals als Schulgebäude genutzte Haus als Kulturzentrum zu nutzen; der Schulbetrieb war wenige Jahre zuvor eingestellt worden. Mit finanzieller Hilfe des Landes und der Stadt wurde das Gebäude saniert und am 28. Februar 1986 als Kulturhaus wiedereröffnet. Neben einer Stadtteilbibliothek der Stadtbibliothek zogen in das Gebäude ein Galerie-Café, eine Musikstation, eine Töpferwerkstatt, eine Kinderschauspielschule sowie das kleine Theater – Theater in der Borner Schule (TIBS) ein. Aus dem TIBS wurde ab der Spielzeit 1986/87 das Theater in Cronenberg.
Am 30. August 1985 wurde das Gebäude als Baudenkmal anerkannt und in die Denkmalliste der Stadt Wuppertal eingetragen.